# Werner Richard Landerer
Werner Richard Landerer (* 27. Oktober 1847 in Göppingen; † 2. Oktober 1924 ebenda) war ein deutscher Landwirt und württembergischer Landtagsabgeordneter.

## Leben

### Familie
Richard Landerer war der Sohn des Arztes Heinrich Landerer (1814–1877) und der Thekla Karoline Werner (1814–1895), einer Schwester des Gustav Werner. Er hatte sieben Geschwister, von denen allerdings 4 früh starben. Seit 1874 war er mit Sophie Pfizer (1854–1906) verheiratet, sie hatten fünf Kinder.

### Werk
Landerer studierte Landwirtschaft an der Universität Hohenheim. Nach dem Studium unternahm er Reisen nach Dänemark und England. 1870 wurde er als Jägerleutnant im Deutsch-Französischen Krieg verwundet. Seit 1873 war er in der von seinem Vater in Göppingen gegründeten privaten Irrenanstalt Christophsbad tätig. 1859 hatte die Klinik eine „Landwirtschaftliche Kolonie“ auf dem Freihof gegründet, die Richard Landerer bis Anfang 1924 leitete und zu einem großen Mustergutsbetrieb ausbaute. Er erhielt den Ehrentitel Ökonomierat.
Neben seiner beruflichen Tätigkeit war er Vorstand des landwirtschaftlichen Bezirksvereins Göppingen und Mitglied im Vorstand des Gauverbands der landwirtschaftlichen Bezirksvereine. Außerdem war er landwirtschaftlicher Referent im Aufsichtsrat der Gustav-Werner-Stiftung seines Onkels.

### Politik
Richard Landerer war Mitglied der nationalliberalen Deutschen Partei. Er saß im Stadtrat von Göppingen und im Bezirksrat. 1882 gewann er das Göppinger Landtagsmandat und gehörte dadurch bis 1888 dem württembergischen Landtag an.

## Ehrungen
- 1870 Eisernes Kreuz
- 1912 wurde er mit dem Ritterkreuz I. Klasse des Friedrichsordens ausgezeichnet.